# 60P/Tsuchinshan
O 60P/Tsuchinshan, também conhecido como Tsuchinshan 2, é um cometa periódico do nosso sistema solar. O cometa atingiu um pico de magnitude aparente de cerca de 16,3, em 2012.
Em 29 de dezembro de 2077 o cometa vai passar a 0,068 UA (10 200 000 km) de Marte.

## Descoberta
Ele foi descoberto em 11 de janeiro de 1965, pelo Observatório da Montanha Púrpura.

## Características orbitais
A órbita deste cometa tem uma excentricidade de 0,5387 e possui um semieixo maior de 3,508 UA. O seu periélio leva o mesmo a uma distância de 1,618 UA em relação ao Sol e seu afélio a 5,398 UA.